# Neoroepera
Neoroepera là một chi thực vật có hoa trong họ Picrodendraceae.

## Loài
Chi Neoroepera gồm các loài: